# Hany Armanious
Hany Armanious (Ismailia, 1962) è un artista egiziano che vive e lavora a Sydney, in Australia, produce impianti e forme scultoree, oltre che dipinti e disegni.

## Biografia
Hany Armanious è nato nel 1962 ad Ismailia, in Egitto. Consegue il Diploma Accademico in Arti Visive presso il City Art Institute di Sydney. 
Armanious produce in modo meticoloso il calco degli oggetti trovati con materiali volutamente non preziosi, prevalentemente resina di poliuretano. Capovolge il tradizionale intento della fusione ed usa lo stesso metodo per creare oggetti unici. Sia l'oggetto originale sia lo stampo vengono spesso distrutti e così gli oggetti riprodotti con la tecnica della fusione si trasformano in pezzi di artigianato del passato. 
Lavorando soprattutto con la resina, lo scultore trova l'arte nel quotidiano e replica l'ordinario fino a renderlo straordinario, in un modo quasi lirico. (EN) 

### Luoghi di esposizione
- Museo d'Arte Contemporanea di St. Louis, Missouri;
- UCLA Hammer Museum, Los Angeles;
- Institute of Contemporary Art, Sydney;
- Monash University Museum of Art, Melbourne;
- Busan Biennale, Korea;
- Art Gallery of New South Wales, Sydney;
- Australian Centre for Contemporary Art, Melbourne;
- Govett-Brewster Art Gallery, New Plymouth, NZ;
- Artspace Sydney;
- Museum of Contemporary Art, Sydney.

### Collezioni pubbliche e private
Alcune opera di Armanious sono incluse nelle collezioni:
- Dakis Joannou Foundation, Atene;
- National Gallery of Victoria, Melbourne;
- Monash University Gallery, Melbourne;
- Newcastle Regional Gallery;
- Art Gallery of New South Wales, Sydney;
- National Gallery of Australia, Canberra;
- Queensland Art Gallery, Brisbane;
- Museum of Contemporary Art, Sydney;
- Auckland Art Gallery, New Zealand;
- Museum of Contemporary Art, San Diego;
- Ipswich Art Gallery, Queensland

Il suo lavoro è presente anche in numerose collezioni private europee, americane e australiane, tra cui Foxy Production di New York, galleria Raucci/Santamaria di Napoli, Roslyn Oxley 9 in Australia, e Michael Lett Gallery in Nuova Zelanda.

### 54ª Biennale di Venezia
Armanious è al momento presente presso il Padiglione Australiano della 54ª Biennale di Venezia, dove presenta una serie di 11 opere, quasi tutte nuove, ed altri lavori più datati.

### Mostre Personali
- 2010: "Birth of Venus", Foxy Production, New York, USA
- 2009:	"Running man", Raucci/Santamaria Gallery, Naples; "Uncanny Valley", Roslyn Oxley9 Gallery, Sydney, AUS
- 2008: "The Oracle", Contemporary Art Museum St Louis, cur. by A. Huberman, St Louis, USA
- 2007: "Year of the Pig Sty", Foxy Production, New York, USA; "Year of the Pig Sty", Michael Lett Gallery, Auckland, New Zealand; "Morphic Resonance", City Gallery Wellington, New Zealand
- 2006: "Morphic Resonance", Institute of Modern Art, Brisbane, New Zealand; "Intelligent Design", Roslyn Oxley9 Gallery, Sydney, AUS; "The Frontiers Are My Prison", Michael Lett Gallery, Auckland, New Zealand

### Pubblicazioni
- HANY ARMANIOUS, MORPHIC RESONANCE, Catalogo e saggi a cura di Robert Leonard e Jason Markou, Co-pubblicato da City Gallery (Wellington) e Institute of Modern Art (Brisbane), 2007.